# Ángel Cabrera
Ángel Leopoldo Cabrera (født 12. september 1969 i Córdoba, Argentina) er en argentinsk golfspiller, der (pr. september 2010) står noteret for 2 PGA Tour- og fem European Tour-sejre gennem sin professionelle karriere. Hans bedste resultater i Major-turneringér er hans sejr ved US Open i 2007, hvor han besejrede de to amerikanere Jim Furyk og Tiger Woods med et enkelt slag, samt US Masters 2009, hvor han vandt efter omspil mod Kenny Perry og Chad Campbell.
Cabrera har 2 gange, i 2005 og 2007, repræsenteret Det internationale Hold ved Presidents Cup. Begge gange dog med nederlag